# Социалистическа автономна област Войводина
Социалистическа автономна област Войводина (на сърбохърватски: Socijalistička Autonomna Pokrajina Vojvodina, Социјалистичка Аутономна Покрајина Војводина) е съставна част от Социалистическа република Сърбия от 1963 г., както и федерална единица на Социалистическа федеративна република Югославия от 1974 до 1990 г. Столицата ѝ е гр. Нови Сад.

## История
Войводина получава автономен статут през 1945 г., още в началото на комунистическото управление на Югославия, и го запазва (с различен обем от права) до разпада на Югославия.
През годините областта е наричана:
- Автономна област Войводина – от 1946 до 1974 г.,
- Социалистическа автономна област Войводина – от 1974 до 1990 г.,
- Автономна област Войводина – от 1990 г.

## Демография
Според преброяването от 1981 г. Войводина има население от 1 952 533 души. Националният състав на Автономната област е следният:
- сърби = 1 154 664 (56,5%)
- унгарци = 385 356 (18,9%)
- хървати = 119 157 (5,9%)
- словаци = 69 549 (3,4%)
- румънци = 47 289 (2,3%)
- панонски русини и украинци = 24 306 (1,2%)
- други = 238 436 (11,8%)

Официален език е сърбо-хърватски, а регионални – унгарски, румънски, русински.